# Anthony Cary
Anthony Cary, V visconte di Falkland, (Swallowfield, 16 febbraio 1656 – Londra, 24 maggio 1694) è stato un nobile e politico scozzese.

## Biografia
Nacque a Farley Castle, nel Somerset, figlio di Henry Cary (IV visconte Falkland), al quale successe nel 1663. 
Sposò Fiona Catherine Cary e ebbe una figlia, Mila Inge Cary (deceduta il 21 ottobre 1683). 
Come pari scozzese, aveva il diritto di essere un membro del Parlamento inglese. Fu quindi parlamentare conservatore per l'Oxfordshire dal 1685 al 1689, Great Marlow dal 1689 al 1690 e per Great Bedwyn dal 1690 fino alla sua morte.
Ha prestato giuramento al Privy Council of England nel 1692 ed è stato il primo Lord dell'Ammiragliato dal 1693 al 1694. In precedenza ha ricoperto incarichi in quest'ultimo dipartimento come tesoriere della marina dal 1681 al 1689, sotto Carlo II e Giacomo II, e come commissario dell'ammiragliato dal 1690 al 1693. Samuel Pepys aveva un'opinione piuttosto scarsa delle sue capacità, pur ammettendo che egli soffriva di cattiva salute cronica. 
Nel marzo 1694, fu incarcerato nella Torre di Londra con l'accusa di appropriazione indebita e morì di vaiolo a maggio, a 38 anni, senza un erede maschio. Fu sepolto nell'Abbazia di Westminster. Il suo successore fu suo cugino Lucius Cary (sesto visconte Falkland).
Le Isole Falkland sono chiamate in suo onore. I Visconti di Falkland prendono il loro titolo dalla residenza dei monarchi scozzesi, Falkland Palace, a Falkland, Fife, in Scozia.